# Йожеф Хорват
Йожеф Хорват (угор. Horváth József нар. 13 серпня 1964) – угорський шахіст, суддя (Міжнародний арбітр від 1998 року) і шаховий тренер (Старший тренер ФІДЕ від 2011 року), гросмейстер від 1990 року.

## Шахова кар'єра
У 1990-х роках належав до числа провідних угорських шахістів. Тричі (1990, 1992, 1998) виступив за збірну на шахових олімпіадах, а в 1989 році на командному чемпіонаті Європи (в Хайфі) і світу (в Люцерні, де здобув бронзову медаль в особистому заліку на 4-й шахівниці). Неодноразово брав участь у фіналі чемпіонатів Угорщини Угорщини, 1992 року вигравши в Будапешті бронзову медаль.
Перші успіхи на міжнародній арені припадають на початок 1980-х років. На рубежі 1983 і 1984 року виступив у Гронінгені на турнірі за звання чемпіона Європи серед юніорів до 20 років, поділивши 6-8-ме місце. У наступні роки досягнув кількох успіхів, перемігши або поділивши 1-ше місце, зокрема, в таких містах, як: Будапешт (1988, 1989, 1993, 1994 і 1997), Андорра (1989), Канни (1992), відкритий чемпіонат Швейцарії (1992) Залакарош (1995, 1996), Фельден (1995), Пакш (1996), Бішвіллер (1999), Гельсінкі (2001), Шамбері (2001), Залакарош (2002, 2004), Валь Торанс (2002, 2006), Париж (2003), Верона (2005), Шато де Лакруа-Лаваль (2005), Фефферніц (2008) і Ашах-ан-дер-Донау (2008).
Найвищий рейтинг в кар'єрі мав станом на 1 липня 2009 року, досягнувши 2567 очок займав тоді 9-те місце серед угорських шахістів.

## Зміни рейтингу
| На цьому місці має відображатися графік чи діаграма, однак з технічних причин його відображення наразі вимкнено. Будь ласка, не видаляйте код, який викликає це повідомлення. Розробники вже працюють для того, щоби відновити штатне функціонування цього графіка або діаграми. | |
| | На цьому місці має відображатися графік чи діаграма, однак з технічних причин його відображення наразі вимкнено. Будь ласка, не видаляйте код, який викликає це повідомлення. Розробники вже працюють для того, щоби відновити штатне функціонування цього графіка або діаграми. |